# Vincent Van Patten
Vincent Van Patten (New York, 17 ottobre 1957) è un ex tennista e attore statunitense.

## Biografia
Vincent Van Patten è nato a New York nel 1957. È figlio d'arte: suo padre è l'attore Dick Van Patten. Prima di intraprendere la carriera sportiva di tennista, Vincent Van Patten ha svolto negli anni settanta una intensa esperienza come attore bambino, venendo impiegato dapprima alla realizzazione di spot pubblicitari e quindi in ruoli al cinema e alla televisione.
Presente solo saltuariamente sullo schermo negli anni ottanta per i crescenti impegni sportivi, ha ripreso con intensità la propria carriera attoriale dagli anni novanta, lavorando prevalentemente per la televisione.
Nella sua carriera di tennista ha vinto un titolo in singolare, il Tokyo Indoor nel 1981, e un titolo di doppio, il Miami Open nel 1986, in coppia con Brad Gilbert. Nei tornei del Grande Slam ha ottenuto il suo miglior risultato raggiungendo i quarti di finale di doppio all'Open di Francia nel 1981, in coppia con il connazionale Mel Purcell.

## Statistiche

### Singolare

#### Vittorie (1)
| Numero | Anno             | Torneo              | Superficie | Avversario in finale | Punteggio     |
| 1.     | 1º novembre 1981 | Tokyo Indoor, Tokyo | Sintetico  | Mark Edmondson       | 6-2, 3-6, 6-3 |

### Singolare

#### Finali perse (2)
| Numero | Anno           | Torneo                   | Superficie | Avversario in finale | Punteggio     |
| 1.     | 4 maggio 1980  | ATP San Paolo, San Paolo | Sintetico  | Wojciech Fibak       | 0-6, 6-7      |
| 2.     | 2 ottobre 1983 | Hawaiian Open, Maui      | Cemento    | Scott Davis          | 3-6, 7-6, 6-7 |

### Doppio

#### Vittorie (1)
| Numero | Anno             | Torneo                | Superficie | Compagno     | Avversari in finale         | Punteggio |
| 1.     | 23 febbraio 1986 | Miami Open, Boca West | Cemento    | Brad Gilbert | Stefan Edberg Anders Järryd | abbandono |

### Doppio

#### Finali perse (1)
| Numero | Anno              | Torneo                                     | Superficie | Compagno   | Avversari in finale           | Punteggio |
| 1.     | 25 settembre 1983 | Pacific Coast Championships, San Francisco | Sintetico  | Ivan Lendl | Peter Fleming Patrick McEnroe | 1-6, 2-6  |

## Filmografia parziale

### Cinema
- Charley e l'angelo (Charley and the Angel), regia di Vincent McEveety (1973)
- Valdez il mezzosangue (Chino), regia di John Sturges e Duilio Coletti (1973)
- Il liceo del rock 'n' roll (Rock 'n' Roll High School), regia di Allan Arkush (1979)
- Hell Night, regia di Tom DeSimone (1981)
- Gioco, partita, incontro (The Break), regia di Lee H. Katzin (1995)
- High Roller: The Stu Ungar Story, regia di A. W. Vidmer (2003)

### Televisione
- Alla conquista del West (How the West Was Won) – serie TV, un episodio (1979)
- Quella sporca dozzina - Missione mortale (The Dirty Dozen: The Deadly Mission), regia di Lee H. Katzin – film TV (1987)
- Febbre d'amore (The Young and the Restless) – serie TV, 12 episodi (2000)

## Doppiatori italiani
Nelle versioni in italiano delle opere in cui ha recitato, Vincent Van Patten è stato doppiato da:
- Rossella Acerbo in Charley e l'angelo
- Angelo Nicotra in Alla conquista del West
- Francesco Bulckaen ne Il liceo del rock 'n' roll
- Francesco Prando in Gioco, partita, incontro
- Sergio Romanò in Febbre d'amore